# 陳衣宸
陳衣宸（1981年6月8日—），臺灣台語女歌手。臺灣中部地區歌唱技巧教學經歷15年，2018、2019年獲得三立電視台超級紅人榜青春組勇闖20關，雖然最終沒有闖關成功，但也因為登上超級紅人榜而開啟了自己的歌手生涯。

## 生平
陳衣宸從三歲開始，就開始在家族親戚之間拿著麥克風唱著媽媽請你要保重，家裡的桌子就是她的舞台，唱遍大大小小家族的每個聚會，也開啟了她的唱歌生涯．大學還沒畢業就在社區大學開始教唱，漸漸的學生越來越多，最高紀錄是一週有17班的歌唱班，走遍中彰投．後來因為衣宸的媽媽年老失智，為了讓媽媽記得自己，請李明洋老師推薦上超級紅人榜，之後的每一週，衣宸的媽媽為了衣宸守著電視，失智症也漸漸好轉，成為繼續破關的動力。
雖然最終三立電視台超級紅人榜止步在第20關，衣宸依然感謝在這四百多天日子裡帶給自己的進步與蛻變，也為了母親可以病情好轉，休息了一年之後決定重新再出發，這次要挑戰更不一樣的自己。
衣宸很謝謝音圓唱片莊董事長，聯合製作人黃建華、李明洋一起操刀《愛你無留名》這張專輯，並邀請周韋杰、林久登、楚楊、黃明洲、王尚宏等知名詞曲老師幫她量身打造歌曲．同時也聘請了台灣鼓王黃瑞豐老師，吉他倪方來老師，為衣宸的專輯畫龍點金。
2013年，繼「愛你無留名」後，籌備時間近2年多，全新的製作團隊、全新的曲風，由製作人李明洋、劉家榮、周韋杰、鄭弘、林東松、洪金昇、林佳宜、林久登、楚陽、葉嘉淇、志峰、郭之儀等老師量身打造詞曲，共同攜手製出這張的台語專輯，搭配衣宸那最有渲染力、渾厚，具感染力的歌聲，讓人一聽就愛上不忘，值得您細細品嘗。

## 音樂專輯
- 愛奇樂國際整合行銷有限公司《感情冊》專輯 2023/11
- 音圓唱片陳衣宸《愛你無留名》專輯 2021/12[7]

## 代言
- 2011年全國志工歌唱大使
- 2018年-2019年國際獅子會300 C3區公益活動代言人
- 2019年-2020年弘道老人基金會慈善公益代言人
- 知名品牌Alio Moon服飾代言

## 外部連結
- 陳衣宸的Facebook專頁